# Taizé-Aizie
Taizé-Aizie ist eine französische Gemeinde in der Region Nouvelle-Aquitaine im Département Charente. Sie ist dem Kanton Charente-Nord und dem Arrondissement Confolens zugeteilt.

## Geografie

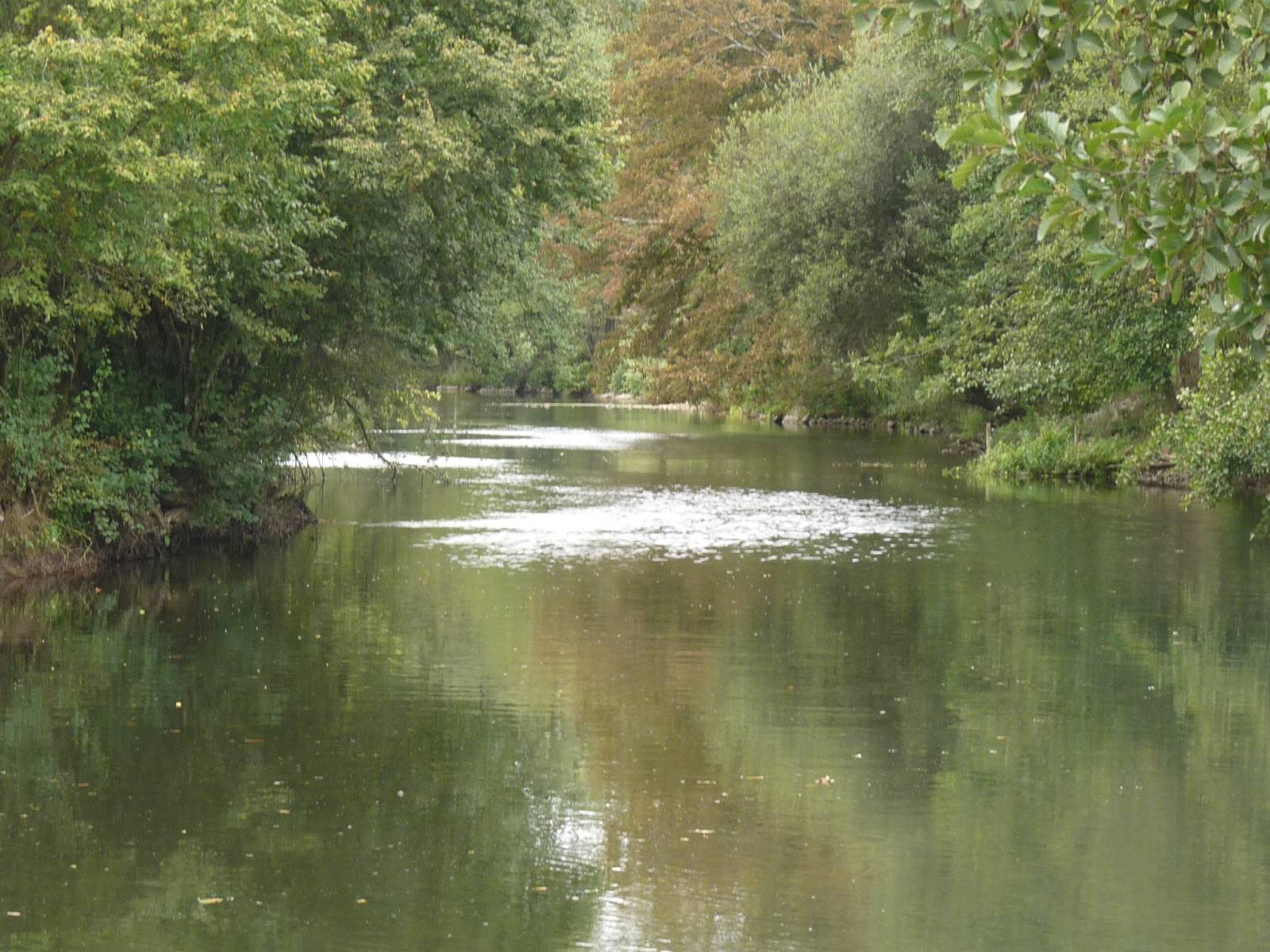
Die Charente bei Taizé-Aizie

Der Ort mit 585 Einwohnern (Stand 1. Januar 2022) liegt in einer nach Südosten ausgreifenden Flussschleife der Charente 5 km nordöstlich von Ruffec und 58 Kilometer südlich von Poitiers ganz im Norden des Départements Charente. Hier mündet der Zufluss Lizonne in die Charente. Das Gemeindegebiet grenzt an das Département Vienne und auch das Département Deux-Sèvres ist nur fünf Kilometer weit entfernt.

## Geschichte
Luftbilder haben offenbart, dass die Ortschaft in der Nähe einer Römerstraße lag. Dabei handelte es sich um jenen antiken Verkehrsweg, der von Saintes nach Charroux führte und die Straße von Angoulême nach Poitiers in der Nähe von Ruffec kreuzte.
1731 wurden am Ort, der den Flurnamen Les Forges erhielt, ein Hochofen und zwei Metallraffinerien errichtet. 1762 kaufte Charles-François de Broglie den Betrieb vom Herzog von Saint-Simon, doch wurde die Anlage während der Französischen Revolution säkularisiert. Auch unter der Republik wurden weiterhin u. a. Kanonenkugeln gegossen. Anfang des 19. Jahrhunderts wurde die Schmiede mehrmals verkauft, zuerst 1809 an Adélaïde-Charlotte de Broglio und gegen 1830 an das Familienunternehmen Marsat Fils, das einen zweiten Hochofen und eine dritte Metallraffinerie errichten ließ. 1840 beschäftigte der Betrieb vierzig Arbeiter und es wurde 800 Tonnen Gusseisen pro Jahr produziert. 1860 übernahm Pierre-Émile Martin die Gießerei und belieferte damit die Waffenfabrik Manufacture Nationale d’Armes de Châtellerault. 1879 wurde der Betrieb eingestellt und 1884 die Hochöfen abgerissen. 1889 wurde auch die Metallraffinerie aufgegeben. Heute steht in Les Forges eine Getreidemühle.
Die alte Mühle Moulin de l’Isle, welche Korn verarbeitete, wurde Ende des 19. Jahrhunderts zur damals modernen Getreidemühle Minoterie Bernard umgebaut.

### Bevölkerungsentwicklung
| Jahr      | 1962 | 1968 | 1975 | 1982 | 1990 | 1999 | 2008 | 2018 |
| --------- | ---- | ---- | ---- | ---- | ---- | ---- | ---- | ---- |
| Einwohner | 458  | 408  | 412  | 485  | 544  | 564  | 581  | 570  |

## Sehenswürdigkeiten

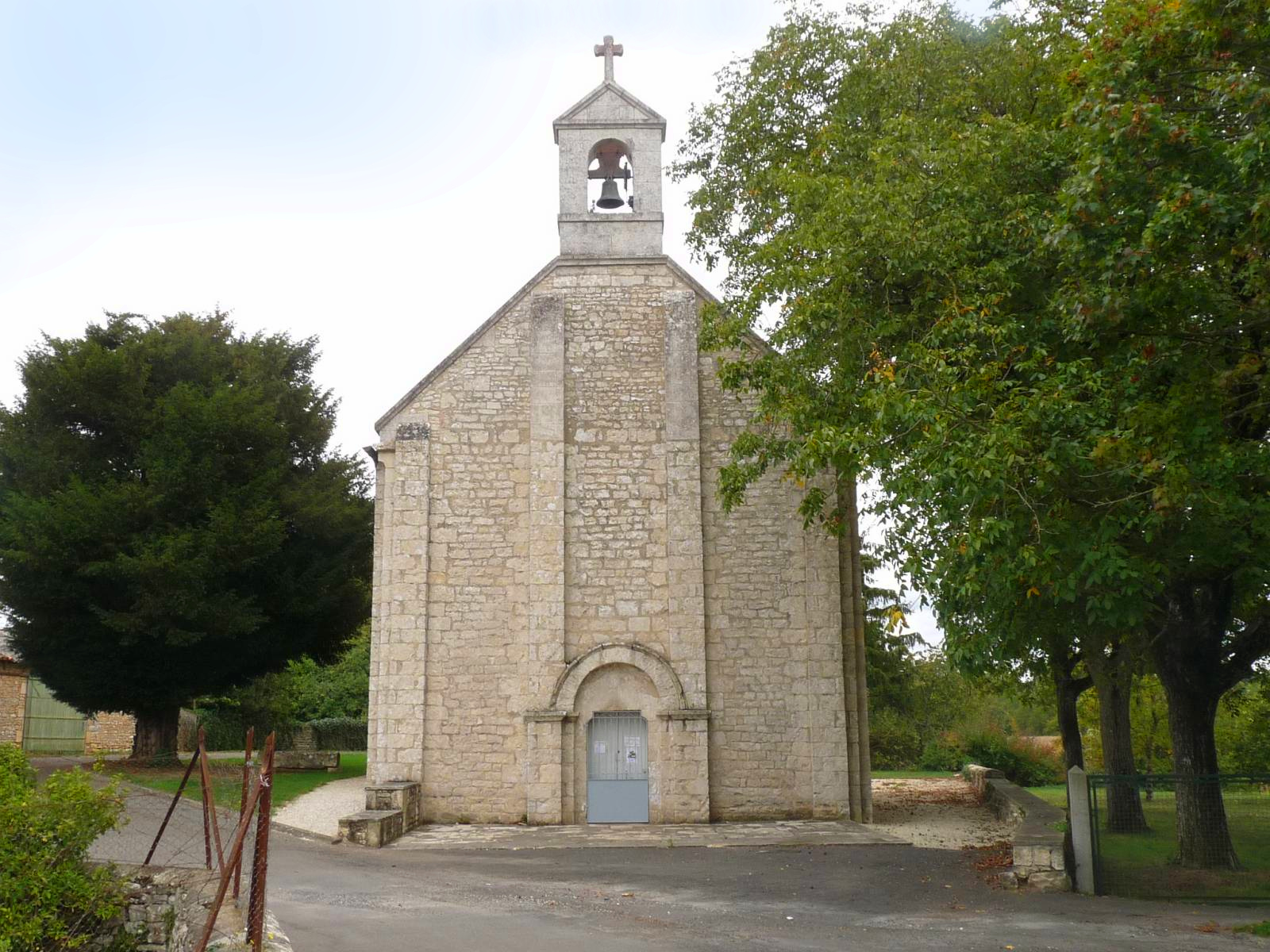
Kirche Saint-Pierre

- Die romanische Kirche der Pfarrei Saint-Pierre gehörte ursprünglich dem Priorat Sainte-Radegonde d’Aizie de Yissia, ein Ableger der Abtei Notre-Dame de la Réau (in der heutigen Gemeinde Saint-Martin-l’Ars, Département Vienne). Die auffällige Glocke aus Bronze ist auf das Jahr 1666 datiert[3]. Das Gotteshaus, das im 19. Jahrhundert renoviert wurde, steht seit 1943 unter Denkmalschutz.
- Getreidemühle aus dem 19. Jahrhundert
- Gießerei, die auf das Jahr 1731 zurückgeht